# 귀비 조씨
귀비 조씨(중국어: 貴妃 趙氏)는 명 태조 주원장의 후궁이다.
홍무 13년 8월 2일 (1380년 9월 1일), 귀비 조씨는 주원장의 21남 심간왕 주모를 낳았다. 홍무 24년 (1391년) 4월 13일, 주모는 요동도사 선양중위 (지금의 랴오닝성 선양시)에 봉해졌고, 영락 6년 (1409년)에 산서승선포정사사사 노주에 번을 세웠다. 귀비 조씨는 생년미상으로, 주모는 명 선종 선덕 6년 (1431년)에 세상을 떠났다.

## 참고 문헌
- 《명사(明史)》 황자전